# انتخابات سراسری اردن (۲۰۱۶)
انتخابات سراسری اردن در ۲۰ سپتامبر ۲۰۱۶ برابر با ۳۰ شهریور ۱۳۹۵ برای انتخاب هجدهمین دورهٔ مجلس نمایندگان اردن برگزار شد. این انتخابات در پی دستور ملک عبدالله دوم در تاریخ ۲۹ مه ۲۰۱۶ مبنی بر انحلال پارلمان برگزار شد. شاه اردن در پی استعفای عبدالله النسور نخست‌وزیر این کشور، هانی الملقی را به جای وی گمارد.
این انتخابات پس از اصلاحات قانون انتخابات در ۲۰۱۵، نخستین انتخابات اردن پس از ۱۹۸۹ بود که تحت نظام نمایندگی تناسبی برگزار شد. انتخابات‌هایی که در این سال‌ها برگزار شدند تحت نظام تک‌رأی انتقال‌ناپذیر بودند. نظام یادشده به ضرر احزاب اسلام‌گرا بود پس از آن که همان سال نخست (۱۹۸۹) توانستند ۲۲ کرسی از ۸۰ کرسی را به دست آوردند. انتخابات سراسری ۲۰۱۶ توسط کمیسیون مستقل انتخابات برگزار شد و چندین ناظر بین‌المللی وظیفهٔ نظارت بر آن را بر عهده داشتند.
اصلاحات ۲۰۱۵ در قانون انتخابات باعث شد تا احزاب مخالف حاضر به شرکت در انتخابات شوند. برای مثال جبهه عمل اسلامی دو انتخابات پیش از ۲۰۱۶ را تحریم کرده بود اما تصمیم به شرکت در انتخابات جدید گرفت. دولت اردن برای کاهش تأثیر این جبهه بر انتخابات تلاش کرد تا در جنبش اخوان‌المسلمین تفرقه ایجاد کند. به این منظور اموال این جنبش مصادره شد و صدها تن از اعضای آن جدا شدند تا بدین ترتیب حزبی میانه‌روتر جایگزین آن شود.
جبهه عمل اسلامی انتظار داشت بین ۲۰ تا ۳۰ کرسی را به دست آورد اما در نهایت تنها موفق به کسب ۱۵ کرسی شد. زنان توانستند به یک پیروزی تاریخی دست یابند. هم‌اکنون از میان ۱۳۰ نماینده پارلمان اردن ۲۰ نفر زن هستند. این در حالی است که در پارلمان پیشین که انتخابات آن در ۲۰۱۳ انجام شد ۱۸ نفر از ۱۵۰ نماینده پارلمان، زن بودند. مشارکت در انتخابات ۳۷٪ بود. درصد مشارکت از انتخابات پیشین کمتر بود اما تعداد بیشتری از واجدان صلاحیت (۱٫۵ میلیون) برای رأی دادن پای صندوق رفتند. کارشناسان دلیل کاهش مشارکت را، منع اردنی‌های خارج از کشور از رأی دادن بنابر قانون جدید انتخابات می‌دانند. شمار این افراد حدود ۱ میلیون نفر برآورد می‌شود. ناظران بین‌المللی این انتخابات را شفاف و منصفانه توصیف کردند.

## روش
پارلمان اردن شامل دو مجلس است؛ مجلس علیی که هم‌وندانِ (اعضای) آن توسط شاه تعیین می‌شوند و مجلس نمایندگان که هم‌وندانِ آن را مردم به‌طور مستقیم انتخاب می‌کنند. هر دو مجلس دارای مسئولیت‌های قانونی مساوی هستند. شاه، نخست‌وزیر و کابینه را از مجلس سفلی (نمایندگان) انتخاب می‌کند و دارای اختیارات گسترده‌ای در حوزه‌های تقنینی و اجرایی است. قانون اساسی مشخص کرده است که باید در عرض چهار ماه پس از انحلال پارلمان، انتخابات بعدی برگزار شود. با این حال شاه اجازه دارد انتخابات را به تعویق انداخته یا پارلمان را تعلیق کند و با دستورات خود کشور را اداره نماید. مجلس نمایندگان می‌تواند با رأی عدمِ اعتماد به دولت، آن را منحل کند.
سن حق رأی در اردن ۱۸ سال است. افرادی که ورشکسته هستند یا از سلامت روانی برخوردار نیستند حق رأی ندارند. هیچ نوع پیش‌بینی برای افراد ناتوان یا غایبان دیده نشده است. کارمندان نیروهای مسلح، نیروهای امنیتی کشور، نیروهای امنیت عمومی، ژاندارمری و نیروهای دفاع مدنی در طول دوران کاری خود حق رأی ندارند. همچنین برخی از مجرمان، حق رأی خود را از دست می‌دهند.
زنان و اقلیت‌های قومی و دینی در مجلس کرسی‌های محدودی دارند. سهمیهٔ زنان ۱۵ کرسی است و مسیحی‌ها ۹ کرسی و چرکسی‌ها و چچنی‌ها جمعاً ۳ کرسی در مجلس دارند. قبایل بدوی نیز دارای یک حوزهٔ انتخاباتی هستند و ۹ عضو پارلمان را انتخاب می‌کنند. ۳ عدد از آن‌ها با سهمیهٔ زنان هم‌پوشانی دارد. هر چند در اردن احزاب سیاسی وجود دارند اما به‌طور سنتی سرکوب می‌شوند و چندین دهه است که ساختار سیاسی این کشور طوری طراحی شده تا این تشکل‌های سیاسی را تضعیف کند. احزاب سیاسی تحت نظر وزارت کشور اداره می‌شوند و هیچ حزبی حق ندارد بر پایهٔ دین تشکیل شود. این احزاب هم‌وندان اندکی دارند و قبایل از گذشته نقش احزاب سیاسی را بازی می‌کنند. در نتیجه انتخابات غالباً بر اساس وابستگی است. سیاست در اردن بازتاب شکاف جمعیتی بین فلسطینی‌تبارها و افرادی با اصالتِ کرانهٔ خاوری است. حکومت در اردن بیشتر در اختیار مردمان کرانهٔ خاوری است که هستهٔ پشتیبانی از شاه را تشکیل می‌دهند. این در حالی است که اردنی‌های فلسطینی نمایندگان اندکی در حوزهٔ سیاست اردن دارند و تبعیض علیه آن‌ها به شکل ساختاری درآمده است. دستکاری حوزه‌های انتخابیه بیشتر به دلیل مسائل منطقه‌ای است تا مسائل ملی.

### اصلاحات
فعالیت احزاب سیاسی برای مدت زمان زیادی تحت حکومت نظامی متوقف شده بود. در پی یک شکست اقتصادی و ناآرامی‌هایی که در ۱۹۸۹ در پی داشت، آزادسازی سیاسی صورت گرفت. انتخابات ۱۹۸۹ اردن در قالب نظام رأی فرد به گروه (block vote) برگزار شد. این نظام از زمان حکومت بریتانیایی‌ها باقی مانده بود. هر چند که احزاب سیاسی از شرکت در انتخابات منع شده بودند اما نامزدهای مستقل به شکل زیرزمینی به این احزاب تمایل داشتند. نتیجهٔ این انتخابات برنده شدنِ افرادی بود که با رویکرد سیاسی شاه مخالف بودند. در پی این نتایج ملک حسین نظام سیاسی را طوری تغییر داد تا در انتخابات ۱۹۹۳، آرای اسلام‌گراها تحت شعاع قرار گیرد. این نظام جدید که به آن «هر نفر یک رأی» گفته می‌شد به‌طور نامتناسب به نفع جوامع روستایی کرانهٔ خاوری و به ضرر جوامع شهری و فلسطینی بود. هر چند در این سامانهٔ نو احزاب حق فعالیت یافتند اما تضعیف شدند. احزاب سیاسی به‌ویژه حزب عمل اسلامی از این سیستم جدید پشتیبانی نکرده و انتخابات بعدی را تحریم کردند.
نارضایتی‌های سیاسی به همراه دلایل دیگر باعث شدند تا اعتراضات ۲۰۱۱–۲۰۱۲ در اردن شکل گیرد. این ناآرامی‌ها بخشی از بهار عربی به‌شمار می‌رفتند. ملک عبدالله تلاش کرد اوضاع را آرام کند. از این رو قول داد تا اصلاحاتی را در نظام سیاسی این کشور پیاده کند. در مدت دو سال پس از اعتراضات مردمی پنج نخست‌وزیر توسط شاه عوض شدند. گروه‌های اصلاحات تشکیل شدند و تغییرات قابل توجهی ایجاد کردند که از میان آن‌ها می‌توان به تشکیل کمیته مستقل انتخابات و پایه‌گذاری نوعی نظام انتخاباتی آمیخته اشاره کرد که در آن ۲۷ کرسی از ۱۵۰ کرسی تحت نظام نمایندگی تناسبی در همهٔ کشور انتخاب می‌شوند. با این حال بسیاری از تغییرات ظاهری بودند و حزب عمل اسلامی انتخابات ۲۰۱۳ را هم تحریم کرد.
دولت اردن در ۲۰۱۵ اعلام کرد که قصد دارد اصلاحاتی را انجام دهد و طی آن به نظام هر نفر یک رأی پایان خواهد داد. اصلاحات پیشنهادی در ۳۱ اوت ۲۰۱۵ ارائه شدند. نظام انتخاباتی جدید بسیار شبیه به انتخابات ۱۹۸۹ بود به این شکل که نظام هر نفر یک رأی را برمی‌انداخت اما بار دیگر نظام رأی فرد به گروه (block voting) را برقرار می‌کرد با این تفاوت مهم که شهروندان در کنار انتخاب هر فرد، حق انتخاب یک فهرست را هم داشتند. این مسئله اقتباسی از تجاربی بود که در اصلاحات انتخابات ۲۰۱۳ ایجاد شده بود. همهٔ نامزدها در قالب چندین فهرست شرکت می‌کنند و فهرست باز برای تعیین تمام کرسی‌هایی که خارج از سهمیه‌ها باقی می‌مانند استفاده خواهد شد. برای کرسی‌های چرکسی‌ها/چچنی‌ها، کرسی مذکور به نامزدی داده می‌شود که بالاترین رأی را از میان آن‌ها آورده باشد. با این حال سهمیهٔ زنان به زنانی اختصاص می‌یابد که در غیر این صورت انتخاب نمی‌شوند. در صورت گره خوردن اوضاع، انتخابات تجدید خواهد شد. قانون جدید پس از تغییراتی که توسط مجلسین در آن داده شد، توسط شاه در ۱۳ مارس ۲۰۱۶ مورد تأیید قرار گرفت. پارلمان در ۲۹ مه منحل شد و دولت عبدالله النسور استعفا داد. شاه به جای او هانی الملقی را به عنوان سرپرست نخست‌وزیری گمارد تا انتخابات را برگزار کند. کمی بعد کمیسیون انتخابات روز ۲۰ سپتامبر ۲۰۱۶ را به عنوان روز برگزاری انتخابات برگزید.

### حوزه‌های انتخابیه

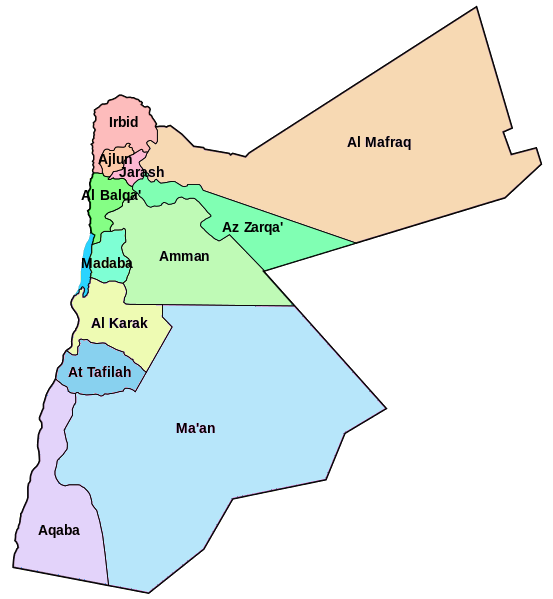
به غیر از حوزه‌های انتخابیه بدوی‌ها، حوزه‌های انتخابات ۲۰۱۶ کل یک فرمانداری یا بخشی از آن را شامل می‌شوند.

اردن دارای ۲۳ حوزهٔ انتخابیه است؛ پنج حوزه در فرمانداری امان، چهار حوزه در فرمانداری اربد، دو حوزه در فرمانداری زرقاء، یک حوزه هم در هر یک از ۹ فرمانداری دیگر و سه حوزهٔ بادیه برای قبایل بدوی. سهمیه‌های چرکسی/چچنی‌ها و مسیحی‌ها در قالب فرمانداری پیش‌گفته آورده می‌شوند. سهمیهٔ زنان طوری تقسیم می‌شود تا هر فرمانداری دارای یک کرسی برای زنان باشد و یک کرسی زنانه هم در هر بادیه. هر چند به این تقسیم‌بندی ایراداتی وارد است اما همین تغییرات هم پیشرفت به‌شمار می‌روند.

### اداره انتخابات
انتخابات ۲۰۱۶ نیز مانند انتخابات ۲۰۱۳ توسط کمیسیون مستقل انتخابات برگزار شد. این کمیسیون اعلام کرده بود که یکی از اهدافش بازگردانی اعتماد مردم به نظام انتخاباتی است. از نامزدها خواسته شده بود تا ۱۶ اوت ثبت‌نام کنند. کمیسیون انتخابات هزینه‌های انتخاباتی را محدود به ۵ دینار به ازای هر فرد در حوزه‌های انتخابیهٔ شهری بزرگ کرده بود.
این نخستین انتخابات در اردن بود که در آن مراکز ویژه‌ای برای افراد نابینا و ناشنوا تدارک دیده شده بود. ثبت‌نام در انتخابات به شکل خودکار انجام گرفت. کمیسیون این کار را از طریق خدمات مدنی و بخش گذرنامه انجام داد. استفاده از جوهر پاک‌نشدنی برای رأی‌دهندگان الزامی بود.

## اجرا
این اصلاحات ترس از پیروزی اسلام‌گراها و فلسطینی‌ها در انتخابات را برانگیخت. در ۲۰۱۵ انشعاب‌های درونی در اخوان‌المسلمین به وجود آمد که از حمایت دولت هم برخوردار بود. یکی از این گروه‌های جدا شده به نام انجمن اخوان‌المسلمین نام خود را در اردن رسماً به عنوان اخوان‌المسلمین اردن ثبت کرد. این گروه جدید از این واقعیت که جنبش اخوان‌المسلمین گرایش‌هایی به مؤسسان مصری خود دارد استفاده برد تا نام خود را به عنوان سازمانی اردنی ثبت نماید. اختلافاتی که پس از این انشعاب روی داد باعث شد تا صدها تن از هم‌وندان اخوان‌المسلمین اصلی استعفا دهند. دو گروه انشعابی دیگر نیز از اخوان‌المسلمین جدا شدند. انجمن اخوان‌المسلمین از ثبت رسمی نام خود برای اعلان شکایتی به منظور ضبط تمام اموال اخوان‌المسلمین استفاده کرد. در آوریل ۲۰۱۶ دادگاه رأی را به نفع انجمن تازه‌تأسیس صادر کرد و حجم گسترده‌ای از اموال اخوان‌المسلمین در اردن به دست انجمن مصادره شد. دولت اردن نیز در این سال اجازه نداد تا مراسم هفتادمین سالگرد تأسیس جنبش اخوان‌المسلمین برگزار شود.
هر چند جنبش اخوان‌المسلمین پس از انشعابات درونی غیرقانونی شناخته شد اما جبهه عمل اسلامی به دلیل ثبت نام به عنوان یک سازمان اردنی، وضعیت قانونی خود را حفظ کرد. این جبهه از اصلاحات ۲۰۱۵ به ویژه حذف نظام هر نفر یک رأی استقبال کرد. جبهه عمل اسلامی برای تصمیم‌گیری پیرامون شرکت در انتخابات، دست به نظرسنجی درونی زد و نتایج آن حاکی بود از موافقت ۷۶ درصد از اعضا با مشارکت در انتخابات و مخالفت ۱۷ درصدی کسانی که بر این باور بودند که اختیارات قانون اساسی شاه باید پیش از انتخابات بسیار محدود شود. دولت از جبهه خواست تا برای مشروعیت‌بخشی به انتخابات در دید غربی‌ها در آن شرکت کند.
جبهه عمل اسلامی پس از نظرسنجی اعلام کرد که به تحریم انتخابات پایان خواهد داد و در رقابت‌ها شرکت خواهد کرد. همچنین اعلام کرد که با سایر گروه‌های مخالف تماس خواهد گرفت تا در مورد شیوهٔ مشارکت بحث کند. این جبهه در ۲۰ اوت اعلام کرد که در ۲۰ فهرست ملی در حوزه‌های انتخابیه مختلف تحت نام «ائتلاف ملی برای اصلاحات» شرکت خواهد کرد. در این فهرست‌ها افرادی از سایر احزاب و برخی قبایل حضور داشتند.
صلاحیت دو نامزد اخوان‌المسلمین به نام‌های حُسام المِشه و علی ابوالسُکر به دلیل ابراز عزاداری برای ابومصعب الزرقاوی، تروریست بین‌المللی رد شد. علی ابوالسکر در سال ۲۰۰۶ عضو پارلمان بود اما به محض آنکه اخبار رفتن او به قبیلهٔ الخلیله که زرقاوی متعلق به آن بود منتشر شد، از پارلمان اخراج شد.

## انتخابات
کمیسیون مستقل انتخابات دعوتنامه‌هایی برای سازمان‌های خارجی از جمله سازمان‌های عربی فرستاد تا برای نظارت بر انتخابات حاضر شوند. اتحادیه اروپا نیز از طریق یک گروه کاری که به تمام امکانات مربوط به انتخابات از جمله کلانتری‌ها دسترسی داشت بر روند انتخابات نظارت کرد. کمیسیون مستقل انتخابات اعلام کرد که این مسئله گامی برای برگزاری انتخاباتی شفاف و عادلانه است.
فرصت کناره‌گیری از رقابت‌های انتخاباتی در ۱۰ سپتامبر به پایان رسید. شمار تمام نامزدها در این تاریخ ۱۲۵۲ نفر در قالب ۲۲۶ فهرست بود. ۱۸ نامزد از انتخابات کناره‌گیری کرده بودند و صلاحیت ۲۱ نفر رد شده بود. خبرگزاری اردن اعلام کرد «۱۲۵۲ نامزد که شامل ۹۲۰ مرد مسلمان، ۲۴۵ زن مسلمان، ۵۸ مرد مسیحی، ۵ زن مسیحی، ۲۲ مرد چرکسی و چچنی و ۲ زن چرکسی و چچنی در این انتخابات نامزد شدند.»
در این انتخابات برای نخستین بار جنبشی سکولار به نام فهرست معان (باهم) که به شدت طرفدار جامعه مدنی است توانست بیشترین آرا را از ناحیهٔ سوم امان به دست آورَد. این فهرست توانست ۲۰۰۰ رأی بیش از فهرست الاصلاح که توسط جنبش اخوان‌المسلمین پشتیبانی می‌شد رأی بیاورد. دو نامزد از فهرست معان توانستند به پارلمان راه یابند اما اسلام‌گراها در کل توانستند ۳ نماینده از این ناحیه به مجلس بفرستند زیرا آن‌ها توانسته بودند سهمیهٔ زنان و چرکسی‌ها را در این منطقه از آن خود کنند.